# Phaulomyces cis
Phaulomyces cis är en svampart som beskrevs av Thaxt. 1931. Phaulomyces cis ingår i släktet Phaulomyces och familjen Laboulbeniaceae.   Inga underarter finns listade i Catalogue of Life.